# フラッシュオーバー
フラッシュオーバー（flashover）とは、爆発的に延焼する火災現象のことである。

## 原因
室内で火災による熱で可燃物が熱分解し、引火性のガスが発生して室内に充満した場合や天井の内装などに使われている可燃性素材が輻射熱などによって一気に発火した場合に生じる現象。
フラッシュオーバーが発生した場合、1,000℃を超える高温の環境が一気に広範囲に広がることから避難ができなくなるばかりか、消火活動においても延焼を防ぐ対応しかできなくなり、全焼は必至である。特に航空機などではフラッシュオーバーに対する対策が求められており、機内に用いられる素材や全ての乗客の避難に有する時間の上限などが定められている。
同じく火災現象のバックドラフト（熱された一酸化炭素に酸素が結びつき爆発を起こす現象）と混同されるが、異なるものである。フラッシュオーバーの場合は気体（引火性のガス）と固体の差こそあるものの発生機序が粉塵爆発に近い。
両者は共に大規模延焼の原因となり、また気密性の高い広い空間の場合、フラッシュオーバーとバックドラフトが間隔をおいて発生する可能性もある。
なお、「フラッシュバック」と誤用されることがあるが、フラッシュバックは火炎がガス供給路を通り抜けてガスの供給元に達し機器類を破裂させる現象でありフラッシュオーバーとは異なる。

## 事例
日本ではホテルニュージャパン火災で発生し、被害が拡大したことから注目された。またそれ以前に千日デパート火災でも発生していたと言われている。国外ではアメリカ合衆国において、2007年7月18日にサウスカロライナ州チャールストンの家具販売店舗兼倉庫で発生した火災（Charleston Sofa Super Store fire）でフラッシュオーバーが発生し、9名の消防隊員が殉職している。

## フラッシオーバ
電気用語では直流電動機など、整流子を使用している電動機において、高負荷・高回転運転が長く続いた場合や、負荷の開放や空転などのため回転数が定格を大幅に越えた場合に、整流作用に支障をもたらして火花を大量に発生させ、やがてその火花が整流子面を伝うように一気に短絡する現象や、故障や落雷などにより発生した異常電圧によりがいしの表面に沿って放電する現象を「フラッシオーバ」（閃絡：せんらく）という。この分野では語尾の長音符を表記しないのが通例のため、このような表記となる。